# Ԑ (кириллица)
Ԑ, ԑ (эпсилон, в Юникоде называется зеркальная З) — буква расширенной кириллицы. Используется в официально не принятом алфавите энецкого языка для передачи звука [æ]. В изначальном варианте алфавита была 8-й буквой алфавита, после реформы 2019 года стала 7-й. Встречается, к примеру, в словах «сԑу» (семь) и «сԑнку» (игра).
Буква была добавлена в Юникоде 5.0, но очень редка среди кириллических шрифтов.